# شاملوغ
شاملوغ (بالإنجليزية: Shamlugh)‏ هي municipality of Armenia تقع في أرمينيا في محافظة لوري. يقدر عدد سكانها بـ 800 نسمة ومساحتها 3.6 كم2 وترتفع عن سطح البحر 810 متر.